# 雷蒙德·鲁宾逊
雷蒙德·鲁宾逊（英語：Raymond Robinson，1929年9月3日—2018年1月4日），南非男子自行车运动员。他曾代表南非参加1952年和1956年夏季奥林匹克运动会自行车比赛，获得一枚银牌和一枚铜牌。